# Confucio (film)
Confucio (孔子) è un film del 2010 scritto, prodotto e diretto da Hu Mei, con Chow Yun-Fat nel ruolo dell'omonimo filosofo cinese. La produzione del film è iniziata nel marzo del 2009 con le location nella provincia cinese di Hebei e agli Hengdian World Studios nello Zhejiang.

## Trama
Nella Cina del V secolo a.C., il maestro Confucio (Kong Qiu) viene invitato a corte dal sovrano della provincia di Lu. Infatti nella zona si verificano numerosi disordini a causa dell'ignoranza del popolo e dell'assenza totale di cultura. Così Confucio inizia il suo lavoro e si dimostra un brillante insegnante e pensatore libero, ristabilendo l'ordine nella contea. Alla fine Confucio verrà elevato al grado di Capo Consigliere del Re, ma viene esiliato quasi subito da alcuni nemici del re. Al grande maestro cinese non resta che diffondere le sue dottrine altrove, ma non dimenticherà mai l'affetto per quel paese che lo ha ospitato.